# Federación Venezolana de Béisbol
La Federación Venezolana de Béisbol —también conocida por el acrónimo FEVEBEISBOL— es el ente rector de las competiciones de béisbol de Venezuela, fue fundada el 12 de agosto de 1952. Se encarga de organizar y desarrollar en la rama masculina las categorías Pre-Béisbol (SUB-4), Iniciación (SUB-6), Formación (SUB-8), Infantil A (SUB-10), Infantil AA (SUB-12), Juvenil A (SUB-14), Juvenil AA (SUB-16), Juvenil AAA (SUB-18), Sénior-Adultos (19 a 39 años), Máster (Mayores de 40 años), Súper Máster (Mayores de 50 años) y Magíster (Mayores de 60 años),  mientras que en el apartado Femenino organiza las categorías Juvenil (SUB-19) y Adultas (hasta 39 años).
La Federación Venezolana de Béisbol está está afiliada y reconocida a nivel internacional por la Confederación Mundial de Béisbol y Softbol (WBSC), la Confederación Panamericana de Béisbol (COPABE) y la Confederación Sudamericana de Béisbol (CONSUBE). Además como el ente rector del béisbol en Venezuela está reconocida y afiliada al Comité Olímpico Venezolano (C.O.V.) y al Instituto Nacional de Deportes (I.N.D.)
La Federación Venezolana de Béisbol tiene la responsabilidad de conformar el Team Beisbol Venezuela en sus distintas categorías para competiciones Mundiales y los juegos Panamericanos, Suramericanos, Centroamericanos y del Caribe y Bolivarianos. FEVEBEISBOL es la responsable de la conformación del Team Béisbol Venezuela que compite en el Clásico Mundial de Béisbol. 

## Team Béisbol Venezuela
FEVEBEISBOL organiza el Team Beisbol Venezuela en diferentes categorías distintas, comenzando con la Pro-Adultos que incluyen las que representan al país en competencias como el Clásico Mundial de Béisbol, el Premier12 y los eventos del Ciclo Olímpico (Juegos Bolivarianos, Juegos Centroamericanos y del Caribe, Juegos Panamericanos y Juegos Olímpicos), además conforma los equipos nacionales en las categorías SUB-23, SUB-18, SUB-16, SUB-15, SUB-14, SUB-12, SUB-10 y la selección femenina, además a partir del año 2019 conforma los equipos nacionales de Baseball5.

## Asociaciones de FEVEBEISBOL
La Federación Venezolana de Béisbol la conforman 23 asociaciones nacionales que están repartidas a lo largo y ancho del territorio nacional y que a su vez se dividen en cuatro zonas geográficas que distribuyen, según el sector del país, a cada una de ellas.
La zona andes-occidente la conforman las asociaciones de los Estados Apure, Barinas, Mérida, Táchira, Trujillo y Zulia. Mientras que la centro-occidente está conformada por Carabobo, Cojedes, Falcón, Lara, Portuguesa y Yaracuy. Por su parte la zona centro incluye a los Estados Aragua, Distrito Capital, Guárico, La Guaira y Miranda. Finalmente la zona oriente incluye los Estados Anzoátegui, Bolívar, Delta Amacuro, Monagas, Nueva Esparta y Sucre.

## Eventos nacionales e internacionales
FEVEBEISBOL organiza y participa en una gran cantidad de eventos a nivel nacional e internacional en los que se incluyen desde mundiales hasta el ciclo olímpico completo, llegando hasta la Copa Premier 12 y el Clásico Mundial de Béisbol.
Entre los campeonatos nacionales FEVEBEISBOL incluye los eventos para niños o adolescentes que comprenden las categorías de Pre-Béisbol (SUB-4), Iniciación (SUB-6), Formación (SUB-8), Infantil A (SUB-10), Infantil AA (SUB-12), Juvenil A (SUB-14), Juvenil AA (SUB-16), Juvenil AAA (SUB-18). Mientras que en la categoría adultos están los torneos Sénior-Adultos (19 a 39 años), Máster (Mayores de 40 años), Súper Máster (Mayores de 50 años) y Magíster (Mayores de 60 años).
En la rama femenina se organizan dos eventos el Juvenil-Femenino (SUB-19) y la categoría adultas (16 a 39 años), además de los Juegos Deportivos Nacionales.
Además FEVEBEISBOL participa en los torneos PANAMERICANOS que incluyen las categorías SUB-10, SUB-12, SUB-14, SUB-15, SUB-16, SUB-18 y SUB-23, Adultos-Pro y Femenino, también en Mundiales de la disciplina en las categorías SUB-12, SUB-15, SUB-18, SUB-23 y Femenino.
La Federación de Béisbol también participa en el Ciclo Olímpico que comprende los Juegos Bolivarianos, Suramericanos, Centroamericanos y del Caribe, Panamericanos y los Juegos Olímpicos. Además de competencias mundiales como el torneo Premier 12 y el Clásico Mundial de Béisbol (WBC).

## Copa Premier 12
En 2015 la selección venezolana de béisbol participó en la primera edición del torneo Premier 12 en Taiwán (China Taipéi), que es organizado por la WBSC (World Baseball and Softball Confederation) quedando eliminada en la fase de grupos. Venciendo a Estados Unidos y República Dominicana, pero cayendo ante México, Corea del Sur y Japón, este grupo fue dirigido por el ex grandeliga Luis Sojo.
Para el año 2019 Venezuela participa nuevamente en la Copa Premier 12, una vez más en Taiwán, aunque queda eliminado en la primera ronda, luego de caer ante Japón en el duelo inaugural y ante el anfitrión un día más tarde, antes de despedirse con victoria ante su semejante de Puerto Rico. Equipo que dirigió Carlos Subero.

## Clásico Mundial de Béisbol
Venezuela participó por primera vez en el Clásico Mundial de Béisbol en su torneo inaugural 2006, este evento que tiene como organizadores a la Major League Baseball (MLB) en conjunto con la WBSC, tuvo como sede en primera ronda para Venezuela en Orlando, Estados Unidos. Los criollos se recuperaron de una derrota inaugural ante República Dominicana para luego vencer a Italia y Australia para avanzar a la siguiente ronda.
La segunda fase se realizó en Puerto Rico, Venezuela cayó en el primer duelo ante Cuba, pero mantuvo su oportunidad de avanzar al vencer al anfitrión un día más tarde, sin embargo, una derrota ante República Dominicana los dejó fuera de la fase final.
La selección de Venezuela retorna para el Clásico Mundial 2009 jugando su primera fase en Toronto, Canadá, donde comenzó blanqueando a Italia, luego de caer ante Estados Unidos, volvió a vencer a Italia para avanzar a la final del grupo, para ahora si, vencer a Estados Unidos y avanzar como líder a la siguiente fase.
La siguiente fase se jugó en Miami, Estados Unidos, Venezuela superó de forma corrida a sus rivales de Holanda, Puerto Rico y Estados Unidos, para avanzar a la semifinal del torneo.
Venezuela caería en al semifinal ante Corea en Los Ángeles, California y quedaría fuera de la final, pero su tercer lugar alcanzado es hasta ahora la mejor actuación en la historia de la selección en el evento.
Para 2013 Venezuela retornó al evento y le tocó jugar en primera fase en Puerto Rico, sin embargo su actuación fue la más floja hasta ahora en el torneo, cayendo ante República Dominicana y el anfitrión de forma corrida y quedar eliminado en apenas dos jornadas, antes de despedirse con una honrosa victoria ante España en el último duelo de la fase de grupos. Estas tres primeras selecciones fueron dirigidas por el ex grandeliga Luis Sojo.
El torneo 2017 Venezuela le tocó jugar primera ronda en Jalisco, México, donde luego de caer ante Puerto Rico en el duelo inaugural, apenas venció a Italia en el segundo duelo y cayó ante México en el tercer juego, provocando un empate de tres con marca de 1-2 junto a Italia y México con Puerto Rico clasificado de líder. Una mínima ventaja en el diferencial de carreras permitió a Venezuela jugar ante Italia el duelo de desempate y que daría pase a la siguiente ronda, venciendo y clasificando. La siguiente ronda sería en San Diego, California, pero Venezuela caería en duelos consecutivos ante Estados Unidos, República Dominicana y Puerto Rico, para quedar fuera del torneo. En esta ocasión dirigidos por el ex grandeliga Omar Vizquel.
En 2023 Venezuela tuvo una destacada actuación en la fase de grupos, disputada en Miami, consiguiendo victorias sobre República Dominicana, Puerto Rico, Nicaragua e Israel, avanzando invicto a los cuartos de final. En esta instancia enfrentó a Estados Unidos en un emocionante partido, pero cayó por 9-7, quedando eliminado del torneo.

## Programa Sembrando Béisbol
La Federación Venezolana de Béisbol (FEVEBEISBOL) con la firme intención de fomentar, desarrollar y aumentar la calidad del béisbol venezolano establece la creación del programa Sembrando Béisbol, el cual involucrará a todos los miembros y organizaciones que componen el colectivo que desarrolla el Béisbol en Venezuela.

### Objetivos
- Formación profesional y técnica: Proporcionar formación técnica y académica a atletas, entrenadores, árbitros, anotadores, dirigentes de béisbol y padres-representantes de atletas del país.
- Dotación de equipamiento deportivo: Suministrar equipamiento deportivo para el desarrollo del béisbol en Venezuela.
- Campeonatos Nacionales: Organizar e impulsar conjuntamente con las Asociaciones regionales los eventos nacionales y zonales en las diferentes categorías que rige FEVEBEISBOL.
- Preparación y asistencia a eventos internacionales: Garantizar la preparación y asistencia de Venezuela a los eventos internacionales.
- Combate y control de dopaje: Realizar campañas de concientización y el combate contra el dopaje en el béisbol de Venezuela.
- Responsabilidad social con MLB: Ejecutar proyectos sostenibles con MLB que impacten a las comunidades del país.